# Souliotes

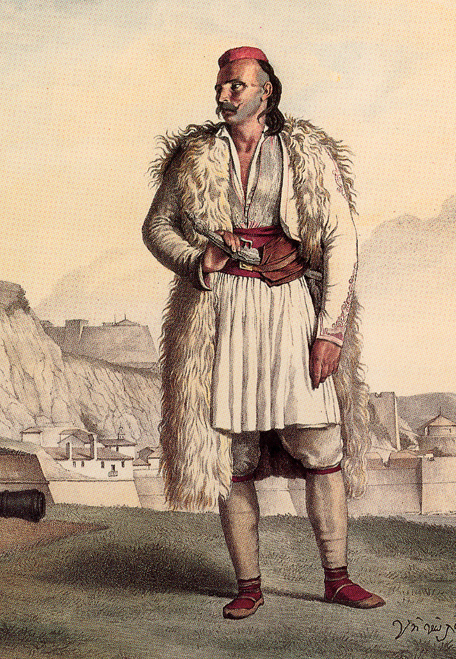
Souliote à Corfou, par Louis Dupré.

Les Souliotes (en grec : Σουλιώτες, en albanais : Suliotë) sont les habitants du massif montagneux du Souli, en Épire.
On a surtout pris l'habitude de désigner sous ce nom ceux qui y habitaient à la fin du XVIIIe siècle et qui participèrent à la guerre d'indépendance grecque. Les plus célèbres d'entre eux étaient Markos Botzaris ou Kitsos Tzavelas. Il s'agissait d'une coalition de tribus chrétiennes orthodoxes, dont la langue vernaculaire était le dialecte albanais tosque. Ils étaient organisés en 47 « tribus » ou clans (phara) répartis sur 14 villages. Les villages et les tribus étaient en constante vendetta.
L'isolement de leur massif montagneux offrait aux Souliotes une certaine autonomie vis-à-vis du pouvoir ottoman, comme pour les Maniotes.

## Organisation

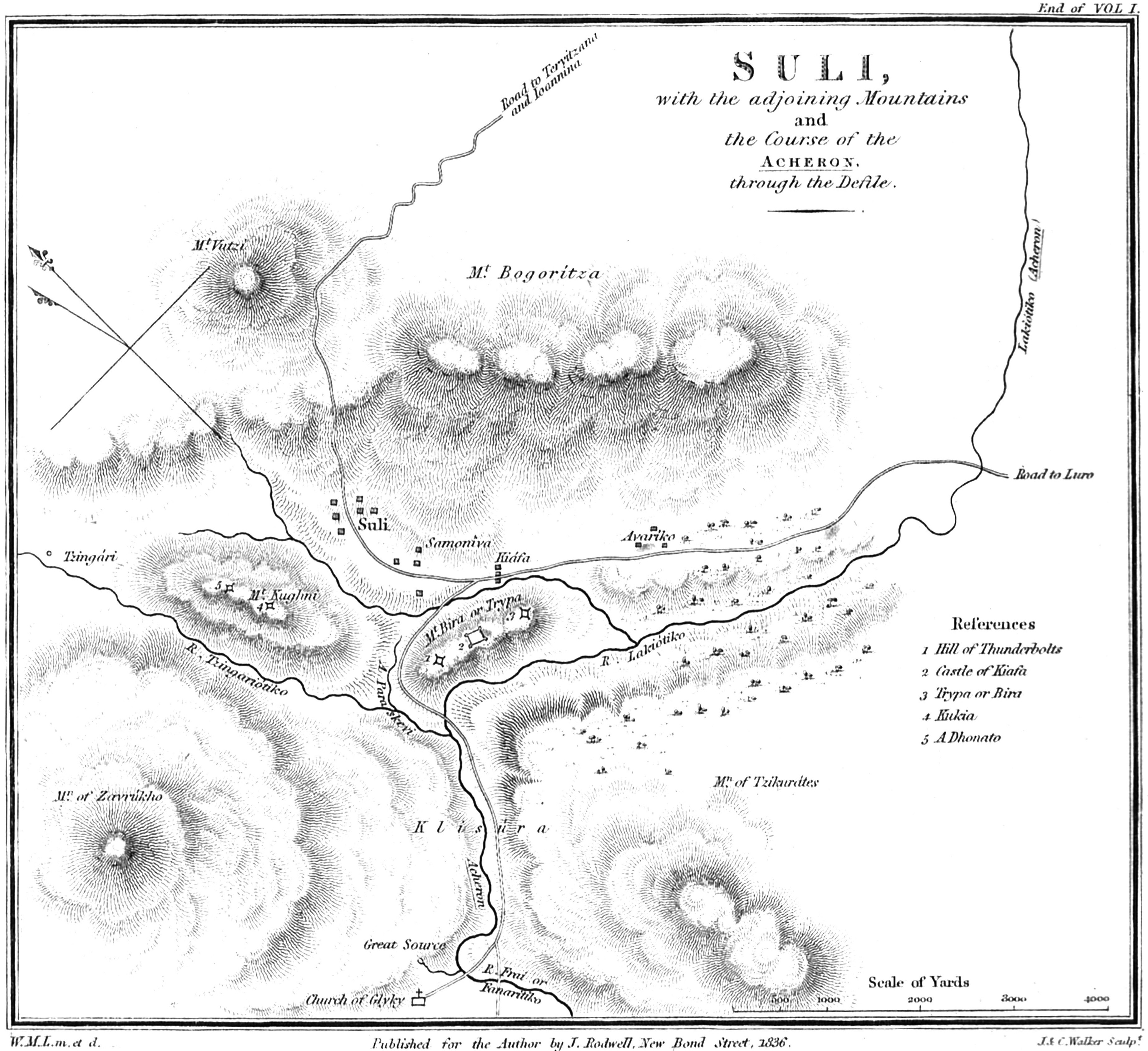
Carte du Souli, par Leake (1835).

Le noyau central de la petite république était un ensemble de quatre villages, Souli (ou Kakosouli), Samoniva, Kiapha et Avariko, situés au cœur du massif dans un vallon surplombant les gorges de l'Achéron. S'y étaient ajoutés sept autres villages construits en périphérie. Enfin, les Souliotes avaient progressivement établi leur autorité sur une partie de la région au cours du XVIIIe siècle.

## Guerres contre Ali Pacha
Ali Pacha de Janina, qui avait pris le pouvoir à Ioannina en 1788, menait une politique de centralisation du pouvoir et de réduction des autonomies locales, chrétiennes et musulmanes, afin de conforter sa domination sur l'Épire. Il décida donc de s'attaquer au Souli, mais ses premières attaques furent facilement repoussées par les Souliotes, secrètement aidés par leurs voisins vénitiens de Parga et Prévésa et des beys musulmans indépendants de la région.
Après la fin de la guerre russo-turque de 1787-1792, il reçut l'ordre de la part du Sultan de détruire la communauté, considérée comme un foyer insurrectionnel. Il mena alors une campagne en 1792, qui échoua après des succès initiaux.
Ayant renforcé son pouvoir en Épire, il revint à la charge à partir de 1798, utilisant cette fois la ruse; il profita des dissensions entre clans rivaux pour en engager une partie à son service et gagner des partisans. La puissante famille Botsaris quitta ainsi le Souli pour Vourgareli, dans l'armatolat des Tzoumerka au sud-est de Ioannina, qui avait été attribué par Ali à Georgios Botsaris, chef du clan.
Ses offres ayant été rejetées, Ali organisa de nouvelles opérations à partir de 1799, mais tirant leçon de ses premiers échecs, il ne tenta pas d'attaque frontale et bloqua les Souliotes dans leurs montagnes en en fortifiant les accès.
L'assaut final eut lieu en 1803. Les troupes d'Ali s'emparèrent en septembre de l'un des villages par trahison. Une capitulation fut signée en décembre : selon ses termes, les Souliotes devaient évacuer la région. Le moine Samuel, l'un des chefs de l'insurrection préféra mettre le feu à la poudrière de sa forteresse et se faire sauter avec une partie des Ottomans.

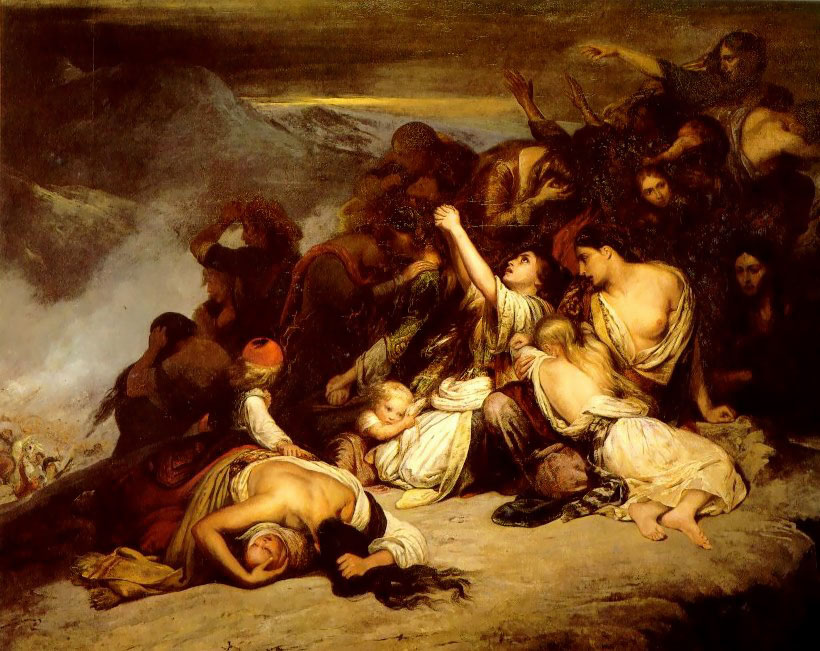
Les femmes souliotes"
par Ary Scheffer (1827).

Les réfugiés quittèrent les montagnes sous la direction de leurs chefs, répartis en plusieurs groupes en fonction de leur clan, et se dirigeant vers différents endroits. Ali donna cependant l'ordre à ses troupes d'attaquer certains groupes. Une partie des réfugiés put gagner Parga en évitant l'embuscade tendue. Près de Zalongo, un autre groupe fut encerclé et attaqué par les troupes d'Ali Pacha, et une partie des vaincus préféra se jeter dans le vide plutôt que de se soumettre, un épisode connu comme la danse de Zálongo. À Réniassa (actuellement Riza près de Parga), d'autres réfugiés attaqués firent sauter la forteresse qu'ils occupaient. Le clan Botsaris, sous la direction de Nothis et Kitsos, décida de quitter la région des Tzoumerka pour celle des Agrapha, pour se mettre sous la protection des armatoles locaux. Arrivés au bord de l'Achéloos, ils ne purent le franchir, le pont stratégique de Korakas ayant été bloqué; ils se retranchèrent alors dans le monastère de Seltsos, où ils furent encerclés et assiégés à partir de la mi-janvier 1804, jusqu'au 21 avril. Les troupes d'Ali donnèrent l'assaut final après une trahison, et une partie des femmes et enfants se jeta dans l'Achéloos pour échapper aux soldats. Seuls quelques assiégés purent rejoindre les îles ioniennes, dont Nothis et Kitsos Botsaris, accompagné de son fils Markos.

## Séjour dans les îles ioniennes

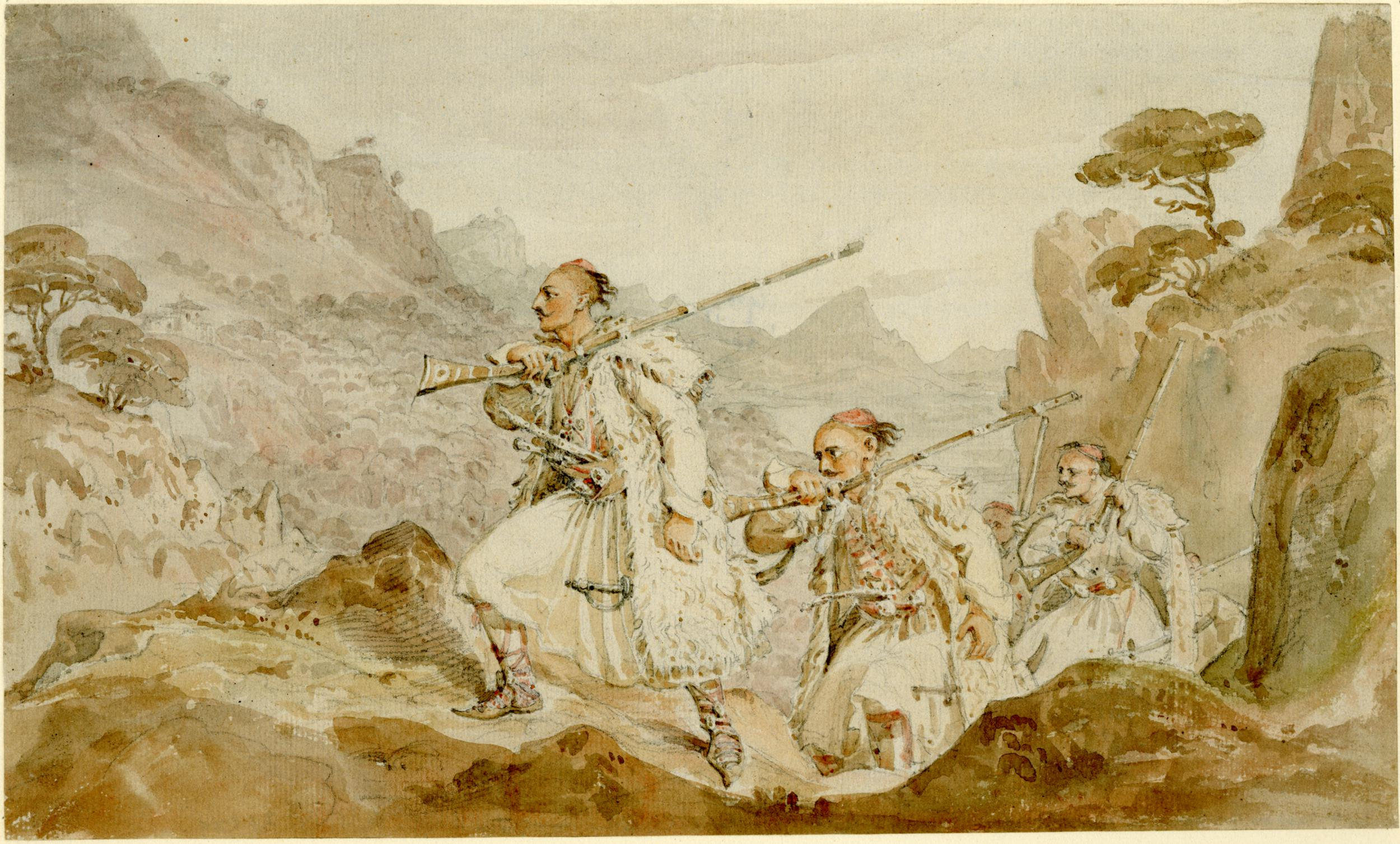
Albanais Palikars

La plupart des Souliotes rescapés s'installèrent dans les iles ioniennes, alors occupées par les Russes, et formèrent des unités de chasseurs. Ces unités furent réorganisées après le retour de la France dans les îles ioniennes, et un Régiment albanais fut formé, principalement composé de Souliotes mais aussi d'autres réfugiés. En 1809, le régiment commandé par le colonel Minot comprenait 6 bataillons, sous les ordres des chefs les plus influents. Il fut ensuite réorganisé, mais ne se distingua jamais au cours des opérations et ne joua qu'un rôle très mineur dans l'armée française.

## Révolte d'Ali Pacha et retour en Épire
Ils revinrent en Épire après la révolte d'Ali Pacha en 1820, les Ottomans leur ayant offert de leur rendre leur territoire en échange de leur participation au siège de Ioannina ; assez rapidement, ils abandonnèrent le camp ottoman pour s'allier à Ali Pacha, qui leur restitua en échange le Souli et la forteresse de Kiapha qu'il y avait fait construire ; ils menèrent alors des opérations militaires aux côtés des généraux d'Ali, contre les troupes ottomanes.

## Guerre d'indépendance grecque

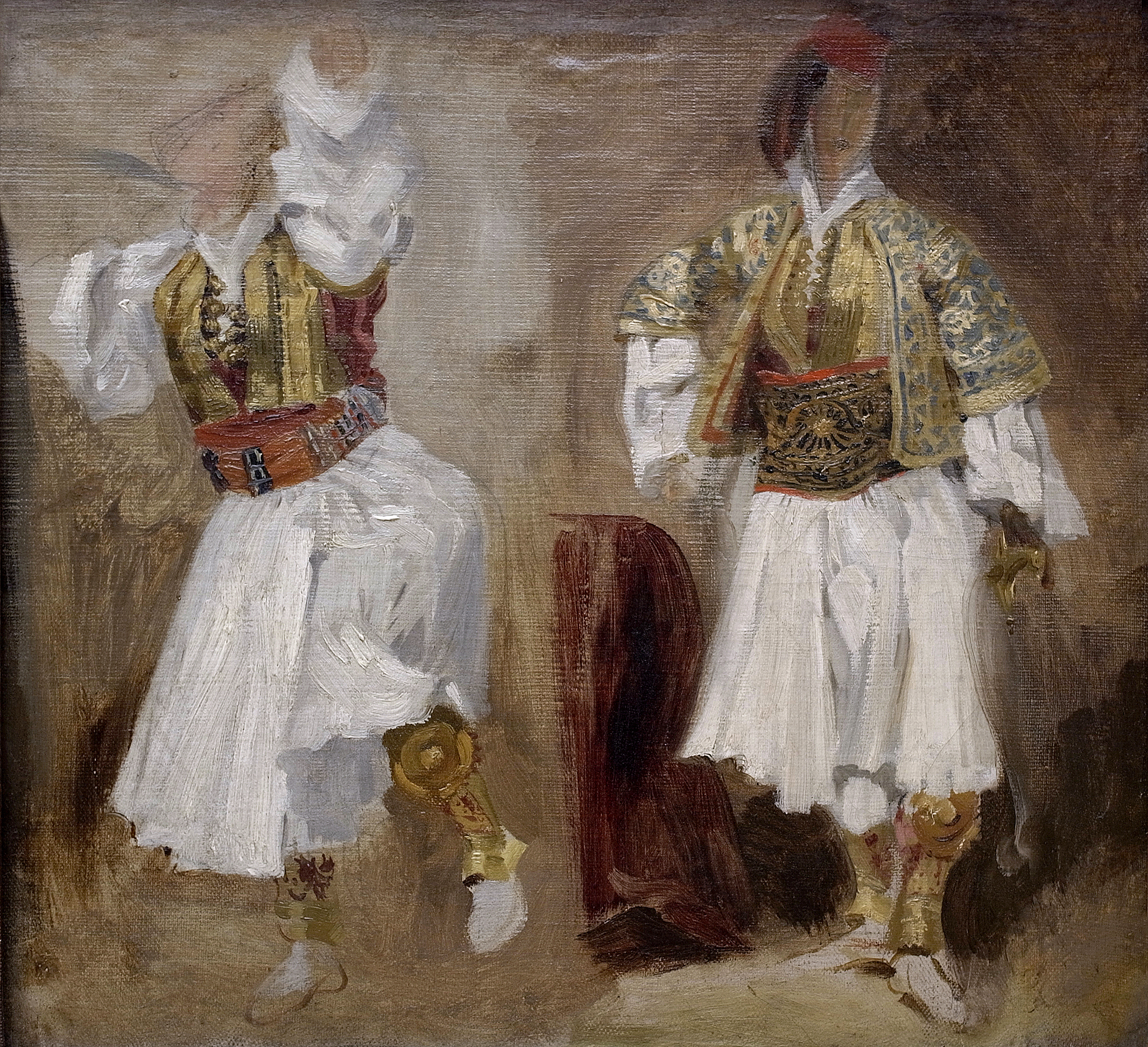
Deux Études de costumes souliotes
Eugène Delacroix, 1822
Musée du Louvre, Paris

Les peintres romantiques français, dans le cadre d'un engouement pour les nationalismes romantiques se sont inspirés de l'histoire de la Guerre d'indépendance grecque, comme Eugène Delacroix dans les Scènes des massacres de Scio. Dans ce contexte la culture folklorique et l'intérêt pour les costumes trouvent leur place, comme on peut le voir dans cette étude.
Après la mort d'Ali Pacha en janvier 1822, ils furent attaqués au printemps par les troupes ottomanes, dirigées par Khursit Pacha et Omer Vryonis ; les assauts furent repoussés en mai et juin au prix de lourdes pertes de part et d'autre. Vryonis utilisa alors la même tactique qu'Ali Pacha et affama le Souli plutôt que de tenter une attaque frontale. Après la défaite des troupes grecques de la région en juillet, et à court de provisions, les Souliotes entamèrent des négociations avec Vryonis et durent évacuer une nouvelle fois la région en septembre 1822, gagnant les iles ioniennes ou Missolonghi ; ils prirent alors définitivement fait et cause pour la révolution et participèrent à de nombreuses opérations de la guerre d'indépendance grecque, notamment lors du siège de Missolonghi.
Après la fin de la guerre, certains occupèrent des positions importantes (Kitsos Tzavelas fut ainsi ministre et Premier ministre, la fille de Markos Botsaris fut dame d'honneur de la reine, son fils ministre)